# والت ۷
والت ۷ (انگلیسی: Vault 7) مجموعه اسنادی است که ویکی‌لیکس از ۷ مارس ۲۰۱۷ شروع به انتشارشان کرده و فعالیت‌های سازمان اطلاعات مرکزی ایالات متحده آمریکا به منظور انجام دیده‌بانی الکترونیک و جنگ مجازی را تشریح می‌کند. بنا به گفتهٔ جولین آسانژ مؤسس ویکی‌لیکس، والت ۷ جامعترین، درز فایل‌های جاسوسی آمریکاست که تا به حال علنی شده است. این فایل‌ها، که تاریخشان از ۲۰۱۳ تا ۲۰۱۶ است شامل جزئیات توانایی‌های نرم‌افزاری این سازمان، همچون قابلیت تضعیف سرویس‌های پیامرسانی آنی، نظیرسیگنال (نرم‌افزار), واتس‌اپ، و تلگرام، تلویزیون‌های هوشمند، تلفن‌های هوشمند، تلفن‌های آیفون اپل و اجرای سیستم عامل اندروید گوگل، و نیز سیستم‌های عاملی چون سیستم‌عامل مایکروسافت ویندوز، مک‌اواس، و لینوکس است.

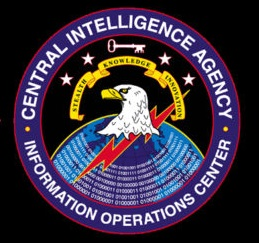
لوگو والت 7

انتشار Vault 7 باعث شد تا Cia ویکی لیکس را به عنوان یک «سرویس اطلاعاتی متخاصم غیر دولتی» تعریف کند. در ژوئیه 2022، جاشوا شولت، مهندس نرم افزار سابق سیا به دلیل افشای اسناد به ویکی لیکس محکوم شد.

تاریخچه
در طول ژانویه و فوریه 2017، وزارت دادگستری ایالات متحده از طریق آدام والدمن، وکیل جولیان آسانژ در حال مذاکره برای مصونیت و عبور امن آسانژ برای خروج از سفارت اکوادور در لندن و سفر به ایالات متحده برای بحث در مورد به حداقل رساندن خطر انتشار ویکی لیکس در آینده بود.  اصلاحات و شهادت اینکه روسیه منبع انتشارات ویکی لیکس در سال 2016 نبوده است. در اواسط فوریه 2017، والدمن که طرفدار حقوق بود، از سناتور مارک وارنر که رئیس مشترک کمیته اطلاعات سنای ایالات متحده بود پرسید که آیا سؤالی دارد یا خیر.  از آسانژ بپرسم  وارنر با جیمز کومی، مدیر اف‌بی‌آی تماس گرفت و به والدمن گفت: «از سمت خود کناره‌گیری کنید و به مذاکرات با آسانژ پایان دهید» که والدمن از آن تبعیت کرد.  با این حال، دیوید لاوفمن که همتای والدمن در وزارت دادگستری بود، پاسخ داد: "این B.S است. نه شما کناره گیری می کنید و نه من."  به گفته ری مک گاورن در 28 مارس 2017، والدمن و لاوفمن بسیار نزدیک به توافقی بین وزارت دادگستری و آسانژ برای «رویکردهای کاهش خطر مربوط به اسناد سیا در اختیار یا کنترل ویکی‌لیکس، مانند اصلاح پرسنل آژانس در حوزه‌های قضایی متخاصم، بودند.  در ازای "یک توافقنامه مصونیت قابل قبول و عبور ایمن" اما هرگز توافق رسمی حاصل نشد و افشای بسیار مخرب "چارچوب مرمر" توسط ویکی لیکس در 31 مارس 2017 منتشر شد.
طبق گزارش رسانه ها، در فوریه 2017، ویکی لیکس انتشار "Vault 7" را با مجموعه ای از پیام های رمزآلود در توییتر شروع کرد. در اواخر فوریه، ویکی لیکس اسناد طبقه بندی شده ای را منتشر کرد که توضیح می داد چگونه سیا بر انتخابات ریاست جمهوری فرانسه در سال 2012 نظارت داشته است. مطبوعات انتشار برای نشت بیان کرد که آن را "به عنوان زمینه ای برای سری آتی CIA Vault 7 منتشر شده است."
در مارس 2017، مقامات اطلاعاتی و مجری قانون ایالات متحده به آژانس بین المللی سیمی رویترز گفتند که از نقض امنیتی سیا که منجر به Vault 7 از اواخر سال 2016 شد، آگاه بودند. دو مقام گفتند که آنها بر روی "پیمانکاران" به عنوان منبع احتمالی تمرکز کرده اند.  از نشت ها
در سال 2017، مجری قانون فدرال، جاشوا آدام شولت، مهندس نرم افزار سیا را به عنوان منبع مظنون Vault 7 شناسایی کرد. شولت خود را بی گناه دانست و در ژوئیه 2022 به دلیل افشای اسناد به ویکی لیکس محکوم شد.
در 13 آوریل 2017، مایک پمپئو، مدیر سیا، ویکی لیکس را یک "سرویس اطلاعاتی متخاصم" اعلام کرد.  در سپتامبر 2021، یاهو!  اخبار گزارش داد که در سال 2017 در پی افشای Vault 7، سیا ربودن یا ترور آسانژ، جاسوسی از همکاران ویکی لیکس، اختلاف افکنی بین اعضای آن، و سرقت دستگاه های الکترونیکی آنها را در نظر گرفت.  پس از ماه‌ها بررسی، تمامی طرح‌های پیشنهادی به دلیل ترکیبی از ایرادات قانونی و اخلاقی لغو شد.  بر اساس مقاله یاهو نیوز در سال 2021، یک مقام سابق امنیت ملی ترامپ اظهار داشت: "ما هرگز نباید از روی تمایل به انتقام عمل کنیم."